# Flotta costiera
Con il termine flotta costiera (in inglese green-water navy) si intende una flotta di navi militari idonee ad operare in acque costiere e litoranee. Trattasi di neologismo piuttosto recente come brown-water navy indicante genericamente le marine non aventi capacità d'altura.
Una flotta costiera è generalmente costituita da piccole fregate, corvette ed unità di medio-piccolo tonnellaggio che operano in acque costiere che non disponendo di adeguate forze aeree proprie devono affidare la propria difesa aerea a reparti di volo basati a terra o a portaerei vicine.
Una flotta costiera può inviare proprie unità navali in alto mare per brevi periodi o esercitazioni, ma non può essere impiegata in operazioni militari di lunga durata come le flotte d'altura.

## Flotte costiere nelle operazioni di mantenimento della pace
Recentemente con le operazioni di mantenimento della pace e di monitoraggio e sorveglianza delle acque costiere di paesi stranieri, aliquote di green-water navy stanno operando in pianta stabile all'estero in operazioni in passato affidate alle forze d'altura basandosi però in porti vicini all'area di competenza. Un esempio di tali tipi di operazioni è la Multinational Force and Observers.

## Marine considerategreen-water navies
- Royal Australian Navy
- Marinha do Brasil
- Royal Canadian Navy
- Kaijō Jieitai
- Koninklijke Marine
- Daehanminguk Haegun
- Armada Española